# Albert Anselmi
Albert Anselmi (* 15. Juli 1883 in Marsala auf Sizilien; † 7. Mai 1929) war in den 1920er Jahren ein italo-amerikanischer Auftragsmörder u. a. für das Chicago Outfit der Cosa Nostra in Chicago.
Ein populäres Gerücht besagt, dass er von Al Capone persönlich mit Hilfe eines Baseballschlägers während eines Banketts im Hotel Hawthorne (Hawthorne Inn) von Cicero zu Tode geprügelt wurde. Die Tatbeteiligung von Capone konnte jedoch nie bewiesen werden und gilt bis heute durchaus als umstritten; insbesondere da Mafiabosse wie Capone im erweiterten Sinne der Omertà selbst nicht mehr persönlich tätig zu werden brauchen.

## Leben
Bereits auf Sizilien bekam Anselmi Kontakt zur sizilianischen Mafia. 1924 floh er in die USA, um einer Mordanklage zu entgehen. An der Golfküste reiste er illegal ein und ging nach Chicago.

### Genna-Familie
Anselmi und sein Partner John Scalise, als dessen Mentor er galt, waren der bewaffnete Arm der Genna-Familie, die wichtige Verbündete von Johnny Torrio während der Alkoholprohibition waren, der zunächst den Süden von Chicago beherrschte. Der Norden stand unter Kontrolle der überwiegend aus Iren zusammengesetzten North Side Gang.
Als die Gennas nun auf Nordseite vordrangen, kam es zum Konflikt. Die Südseite beschloss den Tod des Anführers der Nordseite Dean O’Banion und es waren Albert Anselmi und John Scalise, welche mit Hilfe von Frankie Yale am 10. November 1924 den Mordauftrag ausführten. Die drei betraten den Blumenladen von O’Banion,  Yale schüttelte dessen Hand, worauf John Scalise und Albert Anselmi das Feuer eröffneten. O’Banion hatte keinerlei Verdacht geschöpft, denn die Täter waren vorgeblich in den Blumenladen des Iren gekommen, um die vorbestellten Blumen für die Beerdigung von Mike Merlo abzuholen. Yale war dessen Nachfolger als Präsident der Unione Siciliana geworden.
Die Nordseite schlug zurück. Am 25. Januar 1925 fand ein erfolgloses Attentat auf Johnny Torrio statt. Als Antwort überfielen am 13. Juni 1925 Scalise, Anselmi und Mike Genna die „Northsiders“ George Moran und Vincent Drucci in ähnlicher Weise aus dem Hinterhalt. Sie schossen mit Schrotflinten auf das Auto von Moran und Drucci und verletzten letzteren. Ungefähr eine Stunde später rasten Scalise, Genna und Anselmi südwärts auf der Western Avenue in Chicago. Sie wurden von einer Polizeitruppe verfolgt und an der Ecke Western und 60. Straße überholt. Nachdem die Fahrzeuge zum Stillstand gekommen waren, eröffneten die Mobster das Feuer. Während dieser Schießerei wurden die Chicagoer Polizisten Charles Walsh und Harold Olsen getötet, Michael Conway schwer verwundet. Der vierte Polizist William Sweeney verfolgte die Fliehenden einen Häuserblock weit. Mike Genna wurde bei diesem Fluchtversuch erschossen, Scalise und Anselmi von der Polizei gestellt und festgenommen. Beide wurden später angeklagt und vor Gericht gestellt.

### Chicago Outfit
Offenbar waren Anselmi und Scalise nicht ganz zufrieden mit der Betreuung durch die Gennas und konnten von Al Capone ins Chicago Outfit übernommen werden. Beide werden mit der Ermordung von Antonio Genna am 8. Juli 1925 in Verbindung gebracht. Demnach kam der Auftrag direkt von Capone, der Torrio als Oberhaupt abgelöst hatte und im Gegensatz zu diesem keinerlei territorialen Übergriffe des Gennas duldete um den Konflikt mit der Nordseite zu beenden.
Nach Lesart der damalige Presse war Antonio aber ebenfalls den gleichen Täterkreis wie sein Bruder Angelo in die Hände gefallen. Allein schon die Wegnahme von Aselmi und Scalise, sozusagen dem bewaffneten Arm der Gennas, war ein wichtiger strategischer Erfolg von Capone und es wäre Capone sicherlich zuzutrauen, die Gennas damit bewusst schutzlos der „Nordseite“ ausgeliefert zu haben.
Am 14. Februar 1929 löste Capone das Problem mit der Nordseite durch das Valentinstag-Massaker, bei dem sieben Personen liquidiert wurden. Wegen ihrer Vergangenheit als Auftragskiller der Genna-Familie und ihrer aktuellen Zugehörigkeit zum Outfit, wurden auch John Scalise und Albert Anselmi bezüglich des Blutbads befragt. Aber nur Scalise wurde, zusammen mit Jack McGurn angeklagt.

### Das Ende
Kurz nach der Anklage in den frühen Morgenstunden des 8. Mai 1929 wurden Scalise, Anselmi und Joseph Giunta tot auf einer Straße nahe Hammond (Indiana) aufgefunden. Alle drei waren brutal zusammengeschlagen und dann erschossen worden.
Innerhalb einiger Tage gaben Berichterstatter an, dass die drei Männer zu einem Bankett mit deren sizilianischen Freunden gelockt worden waren. Beim Versuch der drei, einen inszenierten Streit zu schlichten, wurden sie getötet. Jahre später tauchte eine viel populärere Geschichte auf. Demnach planten Anselmi, John Scalise, und Joseph Giunta einen Anschlag auf Capone. Ein Kellner oder Capones Hauptleibwächter Frank Rio erlangten Kenntnis von dem Plan, den Capone zunächst nicht glauben wollte. Er stellte den dreien eine Falle: Bei einem Essen inszenierten Capone und Rio einen scheinbaren Streit. Scalise und Anselmi boten Rio daraufhin ein Bündnis an und offenbarten ihr Vorhaben. Capone sah seinen Stolz und seine Loyalität schwer verletzt. Am 7. Mai 1929 gab es ein großes Bankett der Organisation, bei dem alle Gäste vorher auf Waffen untersucht wurden. Scalise, Anselmi und Giunta sind demnach auf diesem Festmahl bereits betrunken von Capone persönlich mit einem Baseballschläger niedergeschlagen worden; anschließend wurden die drei erschossen.
Allerdings wurde die direkte Tatbeteiligung von Capone nie bewiesen und bis heute wird diese Behauptung durchaus auch als eine von zahlreichen Mafia-Legenden gesehen.

## Film und Fernsehen
- 2017: Darstellung im Film Gangster Land (In the Absence of Good Men) durch Louis Fasanaro.